# Kontaktanzeige
Unter einer Kontaktanzeige versteht man eine Anzeige in einer Zeitung, einer Zeitschrift oder einen Eintrag auf einer Singlebörse im Internet, um andere Menschen für eine Beziehung oder eine Freundschaft oder Ähnliches kennenzulernen.
Aus diesem Grund werden in einer Kontaktanzeige meistens die Eigenschaften des Verfassers besonders positiv dargestellt. Des Weiteren enthält eine Kontaktanzeige oft konkrete Aussagen, welche Art von Reaktion von welcher Art von Person der Verfasser erwartet.

## Statistik
Viele Zeitungen bieten traditionell die Möglichkeit, über Kontaktanzeigen einen Partner zu finden. In der Regel werden solche Anzeigen in den Wochenendausgaben der Tageszeitungen veröffentlicht.
Die Hälfte der alleinstehenden Deutschen ist – rein statistisch betrachtet – in Singlebörsen angemeldet. Laut dem Digitalverband Bitkom sind dabei sechs von zehn Usern gleichzeitig bei mehreren Diensten angemeldet.

## Kostenfalle und Missbrauch
Kontaktanzeigen werden des Öfteren von Geschäftemachern auf die vielfältigste Art missbraucht. So werben entsprechenden Kontaktbörsen im Internet häufig mit kostenlosen Angeboten, locken dann aber mit Verträgen, die dem Nutzen und den Kosten in keiner Weise entsprechen. Oder die Suchenden werden zur Wahl teurer Mehrwertdienst-Nummern animiert. Hinter den jeweiligen Anzeigen steckt nicht immer eine konkrete Person.
So wurde 2016 folgender Fall bekannt: Ein 50-jähriger Bauer interessierte sich für eine 30-jährige Kindergärtnerin, die in einem Inserat angepriesen wurde. Da eine solche Frau nicht tatsächlich existierte, fühlte sich der Mann „über den Tisch gezogen“ und verklagte die Agentur. Nach rechtskräftigem Urteil musste das Unternehmen dem Bauern 1200 € rückerstatten.

## Geschichte
Die erste bekannte Kontaktanzeige erschien am 19. Juli 1695 in England in der von John Houghton herausgegebenen Zeitung A collection for improvement of husbandry and trade („Sammlung für den Fortschritt in Landwirtschaft und Handel“). Die Heiratsannonce lautete: „Ein Herr von etwa 30 Jahren mit ansehnlichem Besitz sucht eine junge Dame mit einem Vermögen von ca. 3000 Pfund.“
Da der Verfasser der Anzeige dabei keine Kommunikationsinformationen (Name, Anschrift usw.) veröffentlicht, haben die Anbieter des jeweiligen Mediums einen Chiffre-Code entwickelt, der auch heute noch von einigen Singlebörsen im Internet verwendet wird. Durch die freie Wahl des Benutzernamens im World Wide Net ist diese Form der Geheimhaltung inzwischen obsolet geworden. Zudem bieten einige Partnerschaftsvermittlungen zusätzliche Dienste an, indem sie zum Beispiel bei der Formulierung der Texte Unterstützung und Beratung anbieten.